# Fundusze Unii Europejskiej
Fundusze Europejskie, fundusze unijne – środki finansowe wykorzystywane w celu wspierania i restrukturyzacji gospodarek krajów członkowskich Unii Europejskiej. Obejmują europejskie fundusze strukturalne i inwestycyjne oraz pozostałe fundusze UE. Z funduszy unijnych pochodzi część środków przeznaczanych na realizację programów operacyjnych.

## Perspektywa finansowa 2000–2006
- Europejski Fundusz Rozwoju Regionalnego
- Europejski Fundusz Społeczny
- Europejski Fundusz Orientacji i Gwarancji Rolnej
- Finansowy Instrument Orientacji Rybołówstwa

## Perspektywa finansowa 2007–2013
- Europejski Fundusz Rozwoju Regionalnego
- Europejski Fundusz Społeczny
- Europejski Fundusz Rolny na rzecz Rozwoju Obszarów Wiejskich
- Europejski Fundusz Rybacki
- Fundusz Spójności

## Perspektywa finansowa 2014–2020
- Europejski Fundusz Rozwoju Regionalnego
- Europejski Fundusz Społeczny
- Fundusz Spójności
- Europejski Fundusz Rolny na rzecz Rozwoju Obszarów Wiejskich
- Europejski Fundusz Morski i Rybacki

## Perspektywa finansowa 2021-2027
- Europejski Fundusz Rozwoju Regionalnego
- Europejski Fundusz Społeczny+
- Fundusz Spójności
- Europejski Fundusz Morski, Rybacki i Akwakultury
- Fundusz na rzecz Sprawiedliwej Transformacji